# カリグラフィー

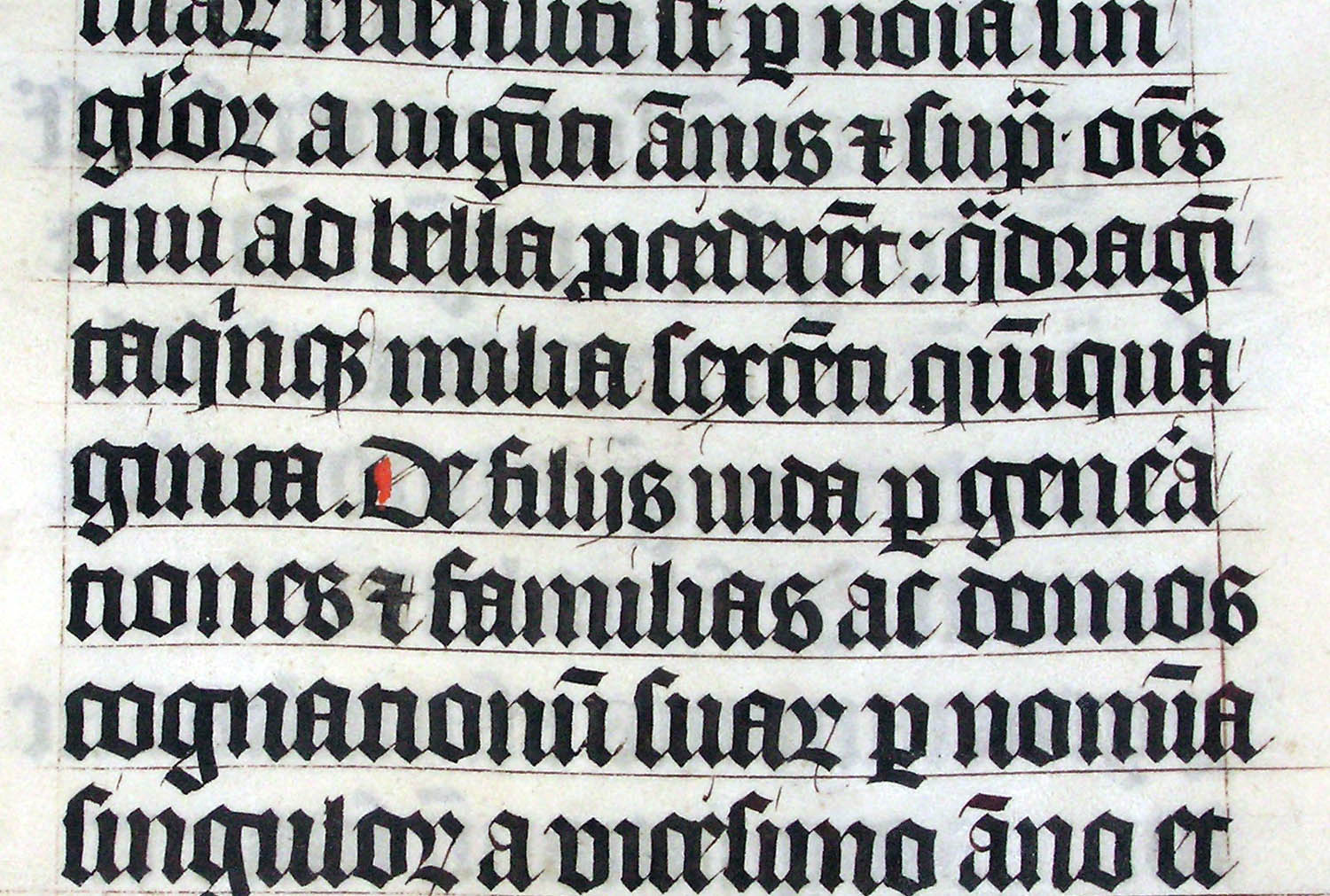
15世紀イングランドの聖書写本におけるカリグラフィー

グルジアのカリグラフィー

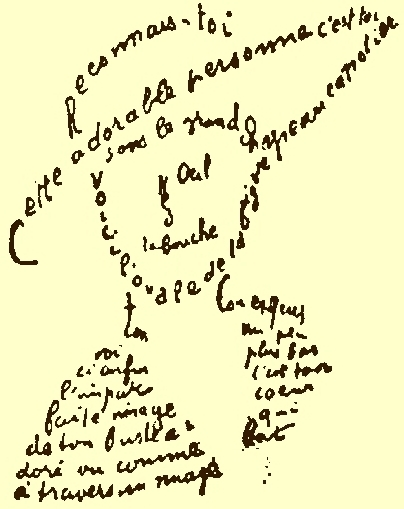
ギヨーム・アポリネールによるカリグラム

カリグラフィー（希: καλλιγραφία, 英: calligraphy）とは、西洋や中東などにおける、文字を美しく見せるための手法。字を美しく見せる書法という面は日本の書道など東洋における書と共通する部分があるが、筆記にペンまたはそれに類する道具を用いているため、毛筆を使用する書道とは表現されたものが異なる。
記録媒体としての羊皮紙が高価であるため、文を残す際により多くの文字を紙に詰め込みつつ、より美しい表現を試みた結果、発明された。
カリグラフィーでデザインされるものはアルファベットだけでない。イスラム圏ではコーランの一部をカリグラフィーを用いて書いたタペストリーが見られるなど、文字を美しく見せる書法が発達している（アラビア書道）。アラビア書道であらわされる文字はアラビア語に限定されるが、イスラム圏においてはもう一か国、イランにおいてもカリグラフィーは非常に盛んであり、ペルシア書道と呼ばれる。ペルシア書道はペルシア語で書かれることを基本とし、ナスタアリーク体をはじめとする様々な書体を生み出した。インドにおいても様々な文字による書法が盛んである（インドのカリグラフィー）。
活版印刷の発明後も、さまざまなフォントのデザインにカリグラフィーは影響を与えた。印刷物の章の頭の1文字で、カリグラフィーの手法でデザインされた通常の活字より大きなものを用いることがあり、直接ペンで描写するもの以外にも応用されている。

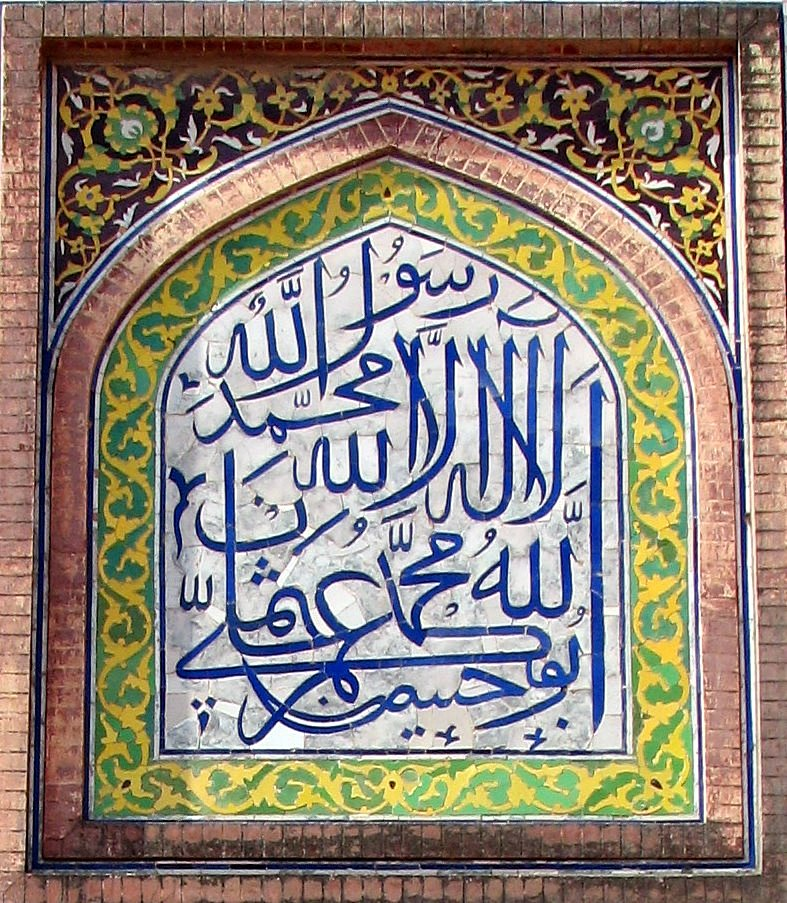
パキスタン・ラホールにある17世紀のモスク・ワジール・ハーン・モスク外壁の装飾文字
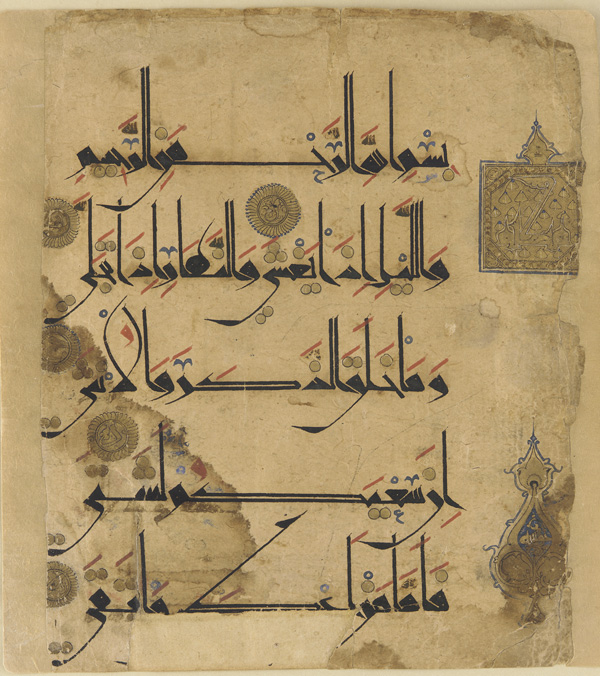
11世紀イランのコーラン写本

## 起源及び歴史
一般的にカリグラフィーの起源とされているのは、1世紀後半から2世紀にかけての古代ローマにおける碑文、特にトラヤヌス帝が建立した石碑の文字である。当時のアルファベットには小文字はなく、文章は全て大文字で綴られていた。キャピタル・モニュメンタリスと呼ばれるこの文字は、現代に至る活字書体の原型であり、また手書き書体の規範となった。このキャピタル・モニュメンタリスを元にしてペン書きに適するように作られたのがローマン・キャピタルである。
キャピタル・モニュメンタリス
一方で、ローマには異なったスタイルの彫刻書体も存在した。ローマン・ラスティックと呼ばれるこの書体は、ローマン・キャピタルより手書きに適した書体として、11世紀頃まで使われることとなる。
ローマン・ラスティック
2世紀から3世紀のころ、ギリシャ語の書体をもとにローマ字体にしたアンシャル体が、主にキリスト教の文書に使われるようになる。この書体がローマン・キャピタルやラスティックと異なるのは、文字によって標準の高さ（xハイト）の上やベースラインの下に突き出る線があることである（アセンダー　ディセンダー）。これが現在の小文字の起源であると言われている。
アンシャル体
アンシャル体を基にして、ハーフアンシャル体が生まれた。アセンダーとディセンダーはアンシャル体より長くなり、文字による大きさの違いがよりはっきりとする。
ハーフアンシャル体
さらにこれを基にして、6世紀後半にはフランク王国でカロリング小文字体が生まれる。現在使われている小文字の形は、ほとんどこの書体が基本となっている。
カロリング小文字体
7世紀には、フランスのルクソイ修道院(ただし現代ではリュクスイユとカナ転記される)で文字を連結させて書く筆記体としてルクソイ小文字体が生まれる。これは「速く書く」ことを重視した方向への変化である。
一方、イギリスやアイルランドでは、6世紀から8世紀にかけて、ハーフアンシャル体を基にしてインシュラー大文字体、インシュラー小文字体、アーティフィシャルアンシャル体が作られた（インシュラーとは「島の」という意味である）。これは宗教的な荘厳さを重視した方向への変化であり、また段落や章の最初の文字を大きく装飾的に書くヴァーサルという書字スタイルも多く使われるようになった。ダブリンの「ケルズの書」やロンドンの「リンディスファーンの福音書」は、インシュラー体による代表的な写本であり、ケルト民族独特の紋様による装飾がほどこされ、現存する最も美しい書物と言われている。
インシュラー大文字体
12世紀以降には、カロリング小文字体とその発展形は大きく2つに分かれていく。その1つがイギリスにおけるセクレタリー体やドイツにおけるフラクトゥール体といった草書的な筆記体であり、主に日常的な場面で使われることとなる。もう1つがゴシッククアドラータに代表されるゴシック体である。まだ紙が高価であった時代により多くの文字を書き留めるために、角張って余白の少ない文字になったゴシック体は、別名ブラックレターとも呼ばれている。
ゴシッククアドラータ
ルネッサンス期には、ローマ時代の書体が見直されヒューマニスト体が生まれ、さらにそこからイタリック体ができた。このイタリック体は日本ではカリグラフィーの初学者が必ずといっていいほど最初に習う書体である。当初はより速く書くための日常的な書体として生まれたイタリック体であったが、可読性の高さや優美さなどが受け入れられ、やがてローマ教皇庁で教書用に使われるようになる。
ヒューマニスト体
イタリック体をさらに速く書けるように変化させた結果生まれたのがカッパープレート体である。ここまでに既述の書体のほぼ全てが平らなペン先の角度の違いにより線の太さを変えていたのに対し、カッパープレート体は細いペン先を使い筆圧の変化によって太さを変える。ペン先を紙から離さずに単語ごとに続けて書くために非常に速く書くことができ、主にビジネス文書や契約書など商業分野において使われるようになった。
カッパープレート体
15世紀以降、印刷技術の発明、普及により、手書きの文字は次第に廃れていった。しかし、19世紀末、イギリスのウィリアム・モリスによって古典的な手書き文字の見直しが行われたのを契機とし、エドワード・ジョンストン、ジョン・ハワード・ベンソンらによって普及活動がおこなわれる。

## 用具
ペン先前述の通り、ほとんどの場合は先端が平らになったペン先を用いる。
リザーバーインクを溜めておくための小さな部品。
ペン軸ペン先と合うもの。
インク耐水性のものはペン先を詰まらせることがあるので避け、水性で、できれば耐光性のものがいい。カラーインクや墨、絵の具などを使うこともある。
万年筆カリグラフィー用のペン先のついた万年筆もある。カラーインクも使えるが、色が濁りやすい。また、一般的なペン先と比べると、細い線を書いた際にややシャープさに欠けることがある。
マーカー手軽に楽しむ場合や試し書きの際にはマーカーは便利である。太さや色も多数ある。ただし褪色しやすいので、本格的な使用には不向きである。ペンの傾け方は、45°にし、腕全体を使って描く。
定規、ディバイダなどベースラインなどのガイドラインを引く際に用いる。
傾斜板市販品もあるが、平らな板を本などにたてかけるのでもよい。

## 技法
角度を気にしながら、または、手本の本をよく見る。

## 用語解説
xハイトその書体で基本となる文字の高さ。多くの場合、小文字のxの高さが基準となるためこう呼ばれる。多くの書体の場合、平らなペン先の幅の○倍、という形で示される。
ベースライン文字の基本となる仮想の線。文字は視覚的にこの線上に並ぶように見える。
アセンダーxハイトより上に突き出した部分。多くはたて棒であり、フローリッシュをつける場合もある。
ディセンダーベースラインより下に突き出した部分。アセンダー同様、フローリッシュをつける場合もある。
セリフ文字を構成する線の端につくアクセント的な付属の画。
フローリッシュ文字につける飾り。
マジャスキュール大文字体。アセンダーやディセンダーがないか、あってもわずかで、文字の高さがほぼ均一なもの。
ミナスキュール小文字体。文字ごとにアセンダーやディセンダーがあったりなかったりするために高さがまちまちである。多くの書体では、アセンダーとディセンダーの両方をもつのはfのみである。

## その他
現代の英文において、書字の練習用に全てのアルファベットを含む文（パングラム）として、
The quick brown fox jumps over the lazy dog.
が用いられるが、8世紀〜9世紀のヨーロッパにおいて、同様の目的には
Te canit adcelebratque polus rex gazifer hymnis.
や
Trans zephyrique globum scamdunt tua facta per axem.
が使われていた。j、k、v、wが欠けているが、これは当時のアルファベットにこれらの文字が含まれていなかったからである。

## 研究者
- 英語版ウィキペディアにおける「カリグラファーの一覧」
- Stan Knight